# ATP Cup 2021
ATP Cup 2021 byl druhý ročník mužské týmové soutěže v tenise, ATP Cupu, organizované Asociací tenisových profesionálů v úvodní fázi profesionální sezóny ATP Tour. Dějištěm se mezi 2. až 7. únorem 2021 stal areál úvodního grandslamu sezóny Melbourne Park v Melbourne. V hlavních arénách s tvrdým povrchem GreenSet hrálp 12 reprezentačních celků.
ATP Cup byl plánován na začátek ledna 2021 se standardními dějišti v Sydney, Brisbane a Perthu za účasti 24 družstev. V důsledku pokračující pandemie covidu-19 však organizátoři v souvislosti s přísnými nařízeními zredukovali počet účastníků na polovinu, odložili termín na únor a přesunuli místo konání do Melbourne. Hráči tak nemuseli cestovat na navazující vrchol australské sezóny, Australian Open. Všem tenistům byla po příletu do Austrálie nařízena 14denní karanténa (zpřísněná bez vycházení z hotelového pokoje v případě, že byl hráč v letu s pozitivně testovaným pasažérem). Rozpočet a odměny byly sníženy na 4,5 milionů amerických dolarů. Plánovaný program na 4. února byl o den odložen kvůli jednodennímu zákazu hry všech šesti probíhajících turnajů v Melbourne. Důvodem se stal pozitivní covidový test zaměstnance hotelu, s plánovanou karanténou 500 až 600 osob.
Obhájcem titulu bylo Srbsko vedené opět světovou jedničkou Novakem Djokovićem, které bylo vyřazeno v základní skupině. Vítězem se stalo Rusko, které ve finále zdolalo Itálii 2–0 na zápasy. Ruští členové první světové desítky  Andrej Rubljov a Daniil Medveděv neprohráli v turnaji ani jednu dvouhru. Medveděv prodloužil po triumfech na Rolex Paris Masters 2020 a Turnaji mistrů 2020 šňůru neporazitelnosti na 14 utkání.

## Startovní listina
V lednu 2021 se kvalifikovalo 11 nejvýše postavených států na základě klasifikace ATP Cupu, založené na postavení nejvýše figurujícího tenisty v singlovém žebříčku ATP ze 4. ledna 2021 a souhlasu národní reprezentace s účastí. Austrálie jako hostitelská země obdržela divokou kartu. Švýcarsko se opět odhlásilo po odřeknutí účasti pátého tenisty světa Rogera Federera pro nedoléčené poranění kolena.
| Poř. | tým            | jednička týmu      | jednička týmu | dvojka týmu           | dvojka týmu | trojka týmu         | čtyřka týmu              | kapitán               |
| ---- | -------------- | ------------------ | ------------- | --------------------- | ----------- | ------------------- | ------------------------ | --------------------- |
| 1.   | Srbsko         | Novak Djoković     | 1.            | Dušan Lajović         | 26.         | Filip Krajinović    | Nikola Ćaćić             | Viktor Troicki        |
| 2.   | Španělsko      | Rafael Nadal       | 2.            | Roberto Bautista Agut | 13.         | Pablo Carreño Busta | Marcel Granollers        | Pepe Vendrell         |
| 3.   | Rakousko       | Dominic Thiem      | 3.            | Dennis Novak          | 98.         | Philipp Oswald      | Tristan-Samuel Weissborn | Wolfgang Thiem        |
| 4.   | Rusko          | Daniil Medveděv    | 4.            | Andrej Rubljov        | 8.          | Aslan Karacev       | Jevgenij Donskoj         | Jevgenij Donskoj      |
| 5.   | Řecko          | Stefanos Tsitsipas | 6.            | Michail Pervolarakis  | 458.        | Markos Kalovelonis  | Petros Tsitsipas         | Apostolos Tsitsipas   |
| 6.   | Německo        | Alexander Zverev   | 7.            | Jan-Lennard Struff    | 37.         | Kevin Krawietz      | Andreas Mies             | Mischa Zverev         |
| 7.   | Argentina      | Diego Schwartzman  | 9.            | Guido Pella           | 44.         | Horacio Zeballos    | Máximo González          | Diego Schwartzman     |
| 8.   | Itálie         | Matteo Berrettini  | 10.           | Fabio Fognini         | 17.         | Simone Bolelli      | Andrea Vavassori         | Vincenzo Santopadre   |
| 9.   | Japonsko       | Kei Nišikori       | 10.           | Jošihito Nišioka      | 57.         | Ben McLachlan       | Tošihide Macui           | Max Mirnyj            |
| 10.  | Francie        | Gaël Monfils       | 11.           | Benoît Paire          | 28.         | Nicolas Mahut       | Édouard Roger-Vasselin   | Richard Ruckelshausen |
| 11.  | Kanada         | Denis Shapovalov   | 12.           | Milos Raonic          | 14.         | Steven Diez         | Peter Polansky           | Peter Polansky        |
| 12.  | Austrálie (WC) | Alex de Minaur     | 23.           | John Millman          | 38.         | John Peers          | Luke Saville             | Lleyton Hewitt        |

## Formát
Formát soutěže zahrnuje čtyři tříčlenné základní skupiny, s celkovým počtem 12 národních družstev. Ve skupině hraje každý s každým. Vítězové skupin postupují do semifinále. Od této fáze se hraje vyřazovacím systémem. Každý mezistátní zápas se skládá ze dvou dvouher a jedné čtyřhry konaných na dvě vítězné sady. Při rovnosti bodů  rozhodují o konečném pořadí ve skupině následující kritéria: a) počet vyhraných mezistátních zápasů, b) počet vyhraných utkání (dvouhry a čtyřhry), c) procentuální úspěšnost setů a poté her, při rovnosti dvou či více týmů mají přednost vzájemné mezistátní zápasy.

## Skupinová fáze
Zápasy jsou hrány v arénách Roda Lavera a Johna Caina v Melbourne Parku. Rozlosování se uskutečnilo 22. ledna 2021 za přítomnosti Todda Woodbridge.

### Přehled
|  | postup do vyřazovací fáze |

| Skupina | 1. místo  | 1. místo | 1. místo | 1. místo | 2. místo  | 2. místo | 2. místo | 2. místo | 3. místo  | 3. místo | 3. místo | 3. místo |
| Skupina | tým       | MZ       | U        | S        | tým       | MZ       | U        | S        | tým       | MZ       | U        | S        |
| ------- | --------- | -------- | -------- | -------- | --------- | -------- | -------- | -------- | --------- | -------- | -------- | -------- |
| A       | Německo   | 2–0      | 4–2      | 10–7     | Srbsko    | 1–1      | 3–3      | 8–7      | Kanada    | 0–2      | 2–4      | 5–9      |
| B       | Španělsko | 1–1      | 4–2      | 8–3      | Řecko     | 1–1      | 3–3      | 5–6      | Austrálie | 1–1      | 2–4      | 5–9      |
| C       | Itálie    | 2–0      | 4–2      | 8–4      | Francie   | 1–1      | 3–3      | 6–4      | Rakousko  | 0–2      | 2–4      | 2–8      |
| D       | Rusko     | 2–0      | 4–2      | 9–4      | Argentina | 1–1      | 4–2      | 8–5      | Japonsko  | 0–2      | 1–5      | 3–11     |

### Skupina A
| Poř. | tým     | mez. zápasy | utkání | sety | % setů | hry   | % her |
| ---- | ------- | ----------- | ------ | ---- | ------ | ----- | ----- |
| 1.   | Německo | 2–0         | 4–2    | 10–7 | 58,8   | 88–87 | 50,3  |
| 2.   | Srbsko  | 1–1         | 3–3    | 8–7  | 53,3   | 80–75 | 51,6  |
| 3.   | Kanada  | 0–2         | 2–4    | 5–9  | 35,7   | 75–81 | 48,1  |

#### Srbsko vs. Kanada
| | Srbsko | 2 :                                                               | 1   | Kanada |    |  |
| --- | ------ | ----------------------------------------------------------------- | --- | ------ | -- |  |
| Rod Laver Arena, Melbourne Park 2. února 2021, 10.00 (UTC+10) |        |                                                                   |     |        |    |  |
| \| \| \| \| 1. \| 2. \| 3. \| \| \| -- \| \| ----------------------------------------------------------------- \| --- \| ---- \| -- \| \| \| 1. \| \| Dušan Lajović Milos Raonic \| 3 6 \| 4 6 \| \| \| \| 2. \| \| Novak Djoković Denis Shapovalov \| 7 5 \| 7 5 \| \| \| \| 3. \| \| Novak Djoković / Filip Krajinović Milos Raonic / Denis Shapovalov \| 7 5 \| 7 64 \| \| \| \| \| \| \| \| \| \| \| \| \| \| \| \| \| \| \| \| \| \| \| \| \| \| \| \| \| \| \| \| \| \| \| \| \| \| \| \| \| \| \| |        |                                                                   |     |        |    |  |
| |        |                                                                   | 1.  | 2.     | 3. |  |
| 1. |        | Dušan Lajović Milos Raonic                                        | 3 6 | 4 6    |    |  |
| 2. |        | Novak Djoković Denis Shapovalov                                   | 7 5 | 7 5    |    |  |
| 3. |        | Novak Djoković / Filip Krajinović Milos Raonic / Denis Shapovalov | 7 5 | 7 64   |    |  |
| |        |                                                                   |     |        |    |  |
| |        |                                                                   |     |        |    |  |
| |        |                                                                   |     |        |    |  |
| |        |                                                                   |     |        |    |  |
| |        |                                                                   |     |        |    |  |

#### Německo vs. Kanada
| | Německo | 2 :                                                              | 1    | Kanada |          |  |
| --- | ------- | ---------------------------------------------------------------- | ---- | ------ | -------- |  |
| Rod Laver Arena, Melbourne Park 3. února 2021, 10.00 (UTC+10) |         |                                                                  |      |        |          |  |
| \| \| \| \| 1. \| 2. \| 3. \| \| \| -- \| \| ---------------------------------------------------------------- \| ---- \| ----- \| -------- \| \| \| 1. \| \| Jan-Lennard Struff Milos Raonic \| 7 64 \| 7 62 \| \| \| \| 2. \| \| Alexander Zverev Denis Shapovalov \| 65 7 \| 6 3 \| 7 64 \| \| \| 3. \| \| Kevin Krawietz / Jan-Lennard Struff Steven Diez / Peter Polansky \| 64 7 \| 78 66 \| [3] [10] \| \| \| \| \| \| \| \| \| \| \| \| \| \| \| \| \| \| \| \| \| \| \| \| \| \| \| \| \| \| \| \| \| \| \| \| \| \| \| \| \| \| |         |                                                                  |      |        |          |  |
| |         |                                                                  | 1.   | 2.     | 3.       |  |
| 1. |         | Jan-Lennard Struff Milos Raonic                                  | 7 64 | 7 62   |          |  |
| 2. |         | Alexander Zverev Denis Shapovalov                                | 65 7 | 6 3    | 7 64     |  |
| 3. |         | Kevin Krawietz / Jan-Lennard Struff Steven Diez / Peter Polansky | 64 7 | 78 66  | [3] [10] |  |
| |         |                                                                  |      |        |          |  |
| |         |                                                                  |      |        |          |  |
| |         |                                                                  |      |        |          |  |
| |         |                                                                  |      |        |          |  |
| |         |                                                                  |      |        |          |  |

#### Srbsko vs. Německo
| | Srbsko | 1 :                                                                 | 2    | Německo |          |  |
| --- | ------ | ------------------------------------------------------------------- | ---- | ------- | -------- |  |
| Rod Laver Arena, Melbourne Park 5. února 2021, 10.00 (UTC+10) |        |                                                                     |      |         |          |  |
| \| \| \| \| 1. \| 2. \| 3. \| \| \| -- \| \| ------------------------------------------------------------------- \| ---- \| --- \| -------- \| \| \| 1. \| \| Dušan Lajović Jan-Lennard Struff \| 6 3 \| 3 6 \| 4 6 \| \| \| 2. \| \| Novak Djoković Alexander Zverev \| 63 7 \| 6 2 \| 7 5 \| \| \| 3. \| \| Nikola Ćaćić / Novak Djoković Jan-Lennard Struff / Alexander Zverev \| 64 7 \| 7 5 \| [7] [10] \| \| \| \| \| \| \| \| \| \| \| \| \| \| \| \| \| \| \| \| \| \| \| \| \| \| \| \| \| \| \| \| \| \| \| \| \| \| \| \| \| \| |        |                                                                     |      |         |          |  |
| |        |                                                                     | 1.   | 2.      | 3.       |  |
| 1. |        | Dušan Lajović Jan-Lennard Struff                                    | 6 3  | 3 6     | 4 6      |  |
| 2. |        | Novak Djoković Alexander Zverev                                     | 63 7 | 6 2     | 7 5      |  |
| 3. |        | Nikola Ćaćić / Novak Djoković Jan-Lennard Struff / Alexander Zverev | 64 7 | 7 5     | [7] [10] |  |
| |        |                                                                     |      |         |          |  |
| |        |                                                                     |      |         |          |  |
| |        |                                                                     |      |         |          |  |
| |        |                                                                     |      |         |          |  |
| |        |                                                                     |      |         |          |  |

### Skupina B
| Poř. | tým       | mez. zápasy | utkání | sety | % setů | hry   | % her |
| ---- | --------- | ----------- | ------ | ---- | ------ | ----- | ----- |
| 1.   | Španělsko | 1–1         | 4–2    | 8–4  | 66,7   | 63–51 | 55,3  |
| 2.   | Řecko     | 1–1         | 3–3    | 6–6  | 50,0   | 49–53 | 48,0  |
| 3.   | Austrálie | 1–1         | 2–4    | 5–9  | 35,7   | 60–68 | 46,9  |

#### Španělsko vs. Austrálie
| | Španělsko | 3 :                                                               | 0   | Austrálie |     |  |
| --- | --------- | ----------------------------------------------------------------- | --- | --------- | --- |  |
| Rod Laver Arena, Melbourne Park 2. února 2021, 17.30 (UTC+10) |           |                                                                   |     |           |     |  |
| \| \| \| \| 1. \| 2. \| 3. \| \| \| -- \| \| ----------------------------------------------------------------- \| --- \| --- \| --- \| \| \| 1. \| \| Pablo Carreño Busta John Millman \| 6 2 \| 6 4 \| \| \| \| 2. \| \| Roberto Bautista Agut Alex de Minaur \| 4 6 \| 6 4 \| 6 4 \| \| \| 3. \| \| Pablo Carreño Busta / Marcel Granollers John Peers / Luke Saville \| 6 4 \| 7 5 \| \| \| \| \| \| \| \| \| \| \| \| \| \| \| \| \| \| \| \| \| \| \| \| \| \| \| \| \| \| \| \| \| \| \| \| \| \| \| \| \| \| \| |           |                                                                   |     |           |     |  |
| |           |                                                                   | 1.  | 2.        | 3.  |  |
| 1. |           | Pablo Carreño Busta John Millman                                  | 6 2 | 6 4       |     |  |
| 2. |           | Roberto Bautista Agut Alex de Minaur                              | 4 6 | 6 4       | 6 4 |  |
| 3. |           | Pablo Carreño Busta / Marcel Granollers John Peers / Luke Saville | 6 4 | 7 5       |     |  |
| |           |                                                                   |     |           |     |  |
| |           |                                                                   |     |           |     |  |
| |           |                                                                   |     |           |     |  |
| |           |                                                                   |     |           |     |  |
| |           |                                                                   |     |           |     |  |

#### Řecko vs. Austrálie
| | Řecko | 1 :                                                                 | 2   | Austrálie |          |  |
| --- | ----- | ------------------------------------------------------------------- | --- | --------- | -------- |  |
| Rod Laver Arena, Melbourne Park 3. února 2021, 17.30 (UTC+10) |       |                                                                     |     |           |          |  |
| \| \| \| \| 1. \| 2. \| 3. \| \| \| -- \| \| ------------------------------------------------------------------- \| --- \| --- \| -------- \| \| \| 1. \| \| Michail Pervolarakis John Millman \| 2 6 \| 3 6 \| \| \| \| 2. \| \| Stefanos Tsitsipas Alex de Minaur \| 6 3 \| 7 5 \| \| \| \| 3. \| \| Michail Pervolarakis / Stefanos Tsitsipas John Peers / Luke Saville \| 3 6 \| 6 4 \| [5] [10] \| \| \| \| \| \| \| \| \| \| \| \| \| \| \| \| \| \| \| \| \| \| \| \| \| \| \| \| \| \| \| \| \| \| \| \| \| \| \| \| \| \| |       |                                                                     |     |           |          |  |
| |       |                                                                     | 1.  | 2.        | 3.       |  |
| 1. |       | Michail Pervolarakis John Millman                                   | 2 6 | 3 6       |          |  |
| 2. |       | Stefanos Tsitsipas Alex de Minaur                                   | 6 3 | 7 5       |          |  |
| 3. |       | Michail Pervolarakis / Stefanos Tsitsipas John Peers / Luke Saville | 3 6 | 6 4       | [5] [10] |  |
| |       |                                                                     |     |           |          |  |
| |       |                                                                     |     |           |          |  |
| |       |                                                                     |     |           |          |  |
| |       |                                                                     |     |           |          |  |
| |       |                                                                     |     |           |          |  |

#### Španělsko vs. Řecko
| | Španělsko                                                                                     | 1 :                                                                             | 2   | Řecko |    |       |
| --- | --------------------------------------------------------------------------------------------- | ------------------------------------------------------------------------------- | --- | ----- | -- | ----- |
| John Cain Arena, Melbourne Park 5. února 2021, 10.00 (UTC+10) |                                                                                               |                                                                                 |     |       |    |       |
| \| \| \| \| 1. \| 2. \| 3. \| \| \| ----------- \| --------------------------------------------------------------------------------------------- \| ------------------------------------------------------------------------------- \| --- \| --- \| -- \| ----- \| \| 1. \| \| Pablo Carreño Busta Michail Pervolarakis \| 6 3 \| 6 4 \| \| \| \| 2. \| \| Roberto Bautista Agut Stefanos Tsitsipas \| 5 7 \| 5 7 \| \| \| \| 3. \| \| Pablo Carreño Busta / Marcel Granollers Markos Kalovelonis / Stefanos Tsitsipas \| 0 1 \| \| \| skreč \| \| \| \| \| \| \| \| \| \| \| \| \| \| \| \| \| \| \| \| \| \| \| \| \| \| Podrobnosti \| \| \| \| \| \| \| \| \| Podle pravidel ATP nebylo skrečované utkání započítáno do procentuální úspěšnosti setů a her. \| \| \| \| \| \| |                                                                                               |                                                                                 |     |       |    |       |
| |                                                                                               |                                                                                 | 1.  | 2.    | 3. |       |
| 1. |                                                                                               | Pablo Carreño Busta Michail Pervolarakis                                        | 6 3 | 6 4   |    |       |
| 2. |                                                                                               | Roberto Bautista Agut Stefanos Tsitsipas                                        | 5 7 | 5 7   |    |       |
| 3. |                                                                                               | Pablo Carreño Busta / Marcel Granollers Markos Kalovelonis / Stefanos Tsitsipas | 0 1 |       |    | skreč |
| |                                                                                               |                                                                                 |     |       |    |       |
| |                                                                                               |                                                                                 |     |       |    |       |
| |                                                                                               |                                                                                 |     |       |    |       |
| Podrobnosti |                                                                                               |                                                                                 |     |       |    |       |
| | Podle pravidel ATP nebylo skrečované utkání započítáno do procentuální úspěšnosti setů a her. |                                                                                 |     |       |    |       |

### Skupina C
| Poř. | tým      | mez. zápasy | utkání | sety | % setů | hry   | % her |
| ---- | -------- | ----------- | ------ | ---- | ------ | ----- | ----- |
| 1.   | Itálie   | 2–0         | 4–2    | 8–4  | 66,7   | 61–48 | 56,0  |
| 2.   | Francie  | 1–1         | 3–3    | 6–4  | 60,0   | 50–46 | 52,1  |
| 3.   | Rakousko | 0–2         | 2–4    | 2–8  | 20,0   | 37–54 | 40,7  |

#### Rakousko vs. Itálie
| | Rakousko | 1 :                                                            | 2   | Itálie |    |  |
| --- | -------- | -------------------------------------------------------------- | --- | ------ | -- |  |
| John Cain Arena, Melbourne Park 2. února 2021, 10.00 (UTC+10) |          |                                                                |     |        |    |  |
| \| \| \| \| 1. \| 2. \| 3. \| \| \| -- \| \| -------------------------------------------------------------- \| --- \| --- \| -- \| \| \| 1. \| \| Dennis Novak Fabio Fognini \| 6 3 \| 6 2 \| \| \| \| 2. \| \| Dominic Thiem Matteo Berrettini \| 2 6 \| 4 6 \| \| \| \| 3. \| \| Dennis Novak / Dominic Thiem Matteo Berrettini / Fabio Fognini \| 1 6 \| 4 6 \| \| \| \| \| \| \| \| \| \| \| \| \| \| \| \| \| \| \| \| \| \| \| \| \| \| \| \| \| \| \| \| \| \| \| \| \| \| \| \| \| \| \| |          |                                                                |     |        |    |  |
| |          |                                                                | 1.  | 2.     | 3. |  |
| 1. |          | Dennis Novak Fabio Fognini                                     | 6 3 | 6 2    |    |  |
| 2. |          | Dominic Thiem Matteo Berrettini                                | 2 6 | 4 6    |    |  |
| 3. |          | Dennis Novak / Dominic Thiem Matteo Berrettini / Fabio Fognini | 1 6 | 4 6    |    |  |
| |          |                                                                |     |        |    |  |
| |          |                                                                |     |        |    |  |
| |          |                                                                |     |        |    |  |
| |          |                                                                |     |        |    |  |
| |          |                                                                |     |        |    |  |

#### Itálie vs. Francie
| | Itálie | 2 :                                                                      | 1   | Francie |    |  |
| --- | ------ | ------------------------------------------------------------------------ | --- | ------- | -- |  |
| John Cain Arena, Melbourne Park 3. února 2021, 10.00 (UTC+10) |        |                                                                          |     |         |    |  |
| \| \| \| \| 1. \| 2. \| 3. \| \| \| -- \| \| ------------------------------------------------------------------------ \| --- \| ---- \| -- \| \| \| 1. \| \| Fabio Fognini Benoît Paire \| 6 1 \| 7 62 \| \| \| \| 2. \| \| Matteo Berrettini Gaël Monfils \| 6 4 \| 6 2 \| \| \| \| 3. \| \| Simone Bolelli / Andrea Vavassori Nicolas Mahut / Édouard Roger-Vasselin \| 3 6 \| 4 6 \| \| \| \| \| \| \| \| \| \| \| \| \| \| \| \| \| \| \| \| \| \| \| \| \| \| \| \| \| \| \| \| \| \| \| \| \| \| \| \| \| \| \| |        |                                                                          |     |         |    |  |
| |        |                                                                          | 1.  | 2.      | 3. |  |
| 1. |        | Fabio Fognini Benoît Paire                                               | 6 1 | 7 62    |    |  |
| 2. |        | Matteo Berrettini Gaël Monfils                                           | 6 4 | 6 2     |    |  |
| 3. |        | Simone Bolelli / Andrea Vavassori Nicolas Mahut / Édouard Roger-Vasselin | 3 6 | 4 6     |    |  |
| |        |                                                                          |     |         |    |  |
| |        |                                                                          |     |         |    |  |
| |        |                                                                          |     |         |    |  |
| |        |                                                                          |     |         |    |  |
| |        |                                                                          |     |         |    |  |

#### Rakousko vs. Francie
| | Rakousko                                                                                      | 1 :                                                                              | 2    | Francie |    |       |
| --- | --------------------------------------------------------------------------------------------- | -------------------------------------------------------------------------------- | ---- | ------- | -- | ----- |
| Melbourne Park 5. února 2021, 17.30 (UTC+10) |                                                                                               |                                                                                  |      |         |    |       |
| \| \| \| \| 1. \| 2. \| 3. \| \| \| ----------- \| --------------------------------------------------------------------------------------------- \| -------------------------------------------------------------------------------- \| ---- \| --- \| -- \| ----- \| \| 1. \| \| Dennis Novak Nicolas Mahut \| 62 7 \| 2 6 \| \| \| \| 2. \| \| Dominic Thiem Benoît Paire \| 6 1 \| 0 \| \| skreč \| \| 3. \| \| Philipp Oswald / Tristan-Samuel Weissborn Nicolas Mahut / Édouard Roger-Vasselin \| 3 6 \| 3 6 \| \| \| \| \| \| \| \| \| \| \| \| \| \| \| \| \| \| \| \| \| \| \| \| \| \| \| \| Podrobnosti \| \| \| \| \| \| \| \| \| Podle pravidel ATP nebylo skrečované utkání započítáno do procentuální úspěšnosti setů a her. \| \| \| \| \| \| |                                                                                               |                                                                                  |      |         |    |       |
| |                                                                                               |                                                                                  | 1.   | 2.      | 3. |       |
| 1. |                                                                                               | Dennis Novak Nicolas Mahut                                                       | 62 7 | 2 6     |    |       |
| 2. |                                                                                               | Dominic Thiem Benoît Paire                                                       | 6 1  | 0       |    | skreč |
| 3. |                                                                                               | Philipp Oswald / Tristan-Samuel Weissborn Nicolas Mahut / Édouard Roger-Vasselin | 3 6  | 3 6     |    |       |
| |                                                                                               |                                                                                  |      |         |    |       |
| |                                                                                               |                                                                                  |      |         |    |       |
| |                                                                                               |                                                                                  |      |         |    |       |
| Podrobnosti |                                                                                               |                                                                                  |      |         |    |       |
| | Podle pravidel ATP nebylo skrečované utkání započítáno do procentuální úspěšnosti setů a her. |                                                                                  |      |         |    |       |

### Skupina D
| Poř. | tým       | mez. zápasy | utkání | sety | % setů | hry   | % her |
| ---- | --------- | ----------- | ------ | ---- | ------ | ----- | ----- |
| 1.   | Rusko     | 2–0         | 4–2    | 9–4  | 69,2   | 68–45 | 60,2  |
| 2.   | Argentina | 1–1         | 4–2    | 8–5  | 61,5   | 67–56 | 54,5  |
| 3.   | Japonsko  | 0–2         | 1–5    | 3–11 | 21,4   | 42–76 | 35,6  |

#### Rusko vs. Argentina
| | Rusko | 2 :                                                               | 1   | Argentina |    |  |
| --- | ----- | ----------------------------------------------------------------- | --- | --------- | -- |  |
| John Cain Arena, Melbourne Park 2. února 2021, 17.30 (UTC+10) |       |                                                                   |     |           |    |  |
| \| \| \| \| 1. \| 2. \| 3. \| \| \| -- \| \| ----------------------------------------------------------------- \| --- \| ---- \| -- \| \| \| 1. \| \| Andrej Rubljov Guido Pella \| 6 1 \| 6 2 \| \| \| \| 2. \| \| Daniil Medveděv Diego Schwartzman \| 7 5 \| 6 3 \| \| \| \| 3. \| \| Andrej Rubljov / Aslan Karacev Máximo González / Horacio Zeballos \| 4 6 \| 64 7 \| \| \| \| \| \| \| \| \| \| \| \| \| \| \| \| \| \| \| \| \| \| \| \| \| \| \| \| \| \| \| \| \| \| \| \| \| \| \| \| \| \| \| |       |                                                                   |     |           |    |  |
| |       |                                                                   | 1.  | 2.        | 3. |  |
| 1. |       | Andrej Rubljov Guido Pella                                        | 6 1 | 6 2       |    |  |
| 2. |       | Daniil Medveděv Diego Schwartzman                                 | 7 5 | 6 3       |    |  |
| 3. |       | Andrej Rubljov / Aslan Karacev Máximo González / Horacio Zeballos | 4 6 | 64 7      |    |  |
| |       |                                                                   |     |           |    |  |
| |       |                                                                   |     |           |    |  |
| |       |                                                                   |     |           |    |  |
| |       |                                                                   |     |           |    |  |
| |       |                                                                   |     |           |    |  |

#### Rusko vs. Japonsko
| | Rusko | 2 :                                                               | 1   | Japonsko |           |  |
| --- | ----- | ----------------------------------------------------------------- | --- | -------- | --------- |  |
| John Cain Arena, Melbourne Park 3. února 2021, 17.30 (UTC+10) |       |                                                                   |     |          |           |  |
| \| \| \| \| 1. \| 2. \| 3. \| \| \| -- \| \| ----------------------------------------------------------------- \| --- \| --- \| --------- \| \| \| 1. \| \| Andrej Rubljov Jošihito Nišioka \| 6 1 \| 6 3 \| \| \| \| 2. \| \| Daniil Medveděv Kei Nišikori \| 6 2 \| 6 4 \| \| \| \| 3. \| \| Jevgenij Donskoj / Aslan Karacev Ben McLachlan / Jošihito Nišioka \| 6 4 \| 3 6 \| [10] [12] \| \| \| \| \| \| \| \| \| \| \| \| \| \| \| \| \| \| \| \| \| \| \| \| \| \| \| \| \| \| \| \| \| \| \| \| \| \| \| \| \| \| |       |                                                                   |     |          |           |  |
| |       |                                                                   | 1.  | 2.       | 3.        |  |
| 1. |       | Andrej Rubljov Jošihito Nišioka                                   | 6 1 | 6 3      |           |  |
| 2. |       | Daniil Medveděv Kei Nišikori                                      | 6 2 | 6 4      |           |  |
| 3. |       | Jevgenij Donskoj / Aslan Karacev Ben McLachlan / Jošihito Nišioka | 6 4 | 3 6      | [10] [12] |  |
| |       |                                                                   |     |          |           |  |
| |       |                                                                   |     |          |           |  |
| |       |                                                                   |     |          |           |  |
| |       |                                                                   |     |          |           |  |
| |       |                                                                   |     |          |           |  |

#### Argentina vs. Japonsko
| | Argentina | 3 :                                                               | 0   | Japonsko |     |  |
| --- | --------- | ----------------------------------------------------------------- | --- | -------- | --- |  |
| Rod Laver Arena, Melbourne Park 6. února 2021, 17.30 (UTC+10) |           |                                                                   |     |          |     |  |
| \| \| \| \| 1. \| 2. \| 3. \| \| \| -- \| \| ----------------------------------------------------------------- \| --- \| ---- \| --- \| \| \| 1. \| \| Guido Pella Jošihito Nišioka \| 6 3 \| 7 64 \| \| \| \| 2. \| \| Diego Schwartzman Kei Nišikori \| 6 1 \| 64 7 \| 6 0 \| \| \| 3. \| \| Máximo González / Horacio Zeballos Tošihide Macui / Ben McLachlan \| 6 2 \| 6 2 \| \| \| \| \| \| \| \| \| \| \| \| \| \| \| \| \| \| \| \| \| \| \| \| \| \| \| \| \| \| \| \| \| \| \| \| \| \| \| \| \| \| \| |           |                                                                   |     |          |     |  |
| |           |                                                                   | 1.  | 2.       | 3.  |  |
| 1. |           | Guido Pella Jošihito Nišioka                                      | 6 3 | 7 64     |     |  |
| 2. |           | Diego Schwartzman Kei Nišikori                                    | 6 1 | 64 7     | 6 0 |  |
| 3. |           | Máximo González / Horacio Zeballos Tošihide Macui / Ben McLachlan | 6 2 | 6 2      |     |  |
| |           |                                                                   |     |          |     |  |
| |           |                                                                   |     |          |     |  |
| |           |                                                                   |     |          |     |  |
| |           |                                                                   |     |          |     |  |
| |           |                                                                   |     |          |     |  |

## Vyřazovací fáze

### Pavouk
|  | Semifinále | Semifinále | Semifinále |  |  | Finále | Finále | Finále |
|  |            |            |            |  |  |        |        |        |
|  | 6          | Německo    | 1          |  |  |        |        |        |
|  | 4          | Rusko      | 2          |  |  |        |        |        |
|  |            |            |            |  |  | 4      | Rusko  | 2      |
|  |            |            |            |  |  | 8      | Itálie | 0      |
|  | 8          | Itálie     | 3          |  |  |        |        |        |
|  | 2          | Španělsko  | 0          |  |  |        |        |        |

### Semifinále

#### Německo vs. Rusko
| | Německo | 1 :                                                                  | 2   | Rusko |     |  |
| --- | ------- | -------------------------------------------------------------------- | --- | ----- | --- |  |
| Rod Laver Arena, Melbourne Park 6. února 2021, 10.00 (UTC+10) |         |                                                                      |     |       |     |  |
| \| \| \| \| 1. \| 2. \| 3. \| \| \| -- \| \| -------------------------------------------------------------------- \| --- \| ---- \| --- \| \| \| 1. \| \| Jan-Lennard Struff Andrej Rubljov \| 6 3 \| 1 6 \| 2 6 \| \| \| 2. \| \| Alexander Zverev Daniil Medveděv \| 6 3 \| 3 6 \| 5 7 \| \| \| 3. \| \| Kevin Krawietz / Jan-Lennard Struff Jevgenij Donskoj / Aslan Karacev \| 6 3 \| 7 62 \| \| \| \| \| \| \| \| \| \| \| \| \| \| \| \| \| \| \| \| \| \| \| \| \| \| \| \| \| \| \| \| \| \| \| \| \| \| \| \| \| \| \| |         |                                                                      |     |       |     |  |
| |         |                                                                      | 1.  | 2.    | 3.  |  |
| 1. |         | Jan-Lennard Struff Andrej Rubljov                                    | 6 3 | 1 6   | 2 6 |  |
| 2. |         | Alexander Zverev Daniil Medveděv                                     | 6 3 | 3 6   | 5 7 |  |
| 3. |         | Kevin Krawietz / Jan-Lennard Struff Jevgenij Donskoj / Aslan Karacev | 6 3 | 7 62  |     |  |
| |         |                                                                      |     |       |     |  |
| |         |                                                                      |     |       |     |  |
| |         |                                                                      |     |       |     |  |
| |         |                                                                      |     |       |     |  |
| |         |                                                                      |     |       |     |  |

#### Itálie vs. Španělsko
| | Itálie | 3 :                                                                       | 0   | Španělsko |     |          |
| --- | ------ | ------------------------------------------------------------------------- | --- | --------- | --- | -------- |
| John Cain Arena, Melbourne Park 6. února 2021, 10.00 (UTC+10) |        |                                                                           |     |           |     |          |
| \| \| \| \| 1. \| 2. \| 3. \| \| \| -- \| \| ------------------------------------------------------------------------- \| --- \| --- \| --- \| -------- \| \| 1. \| \| Fabio Fognini Pablo Carreño Busta \| 6 2 \| 1 6 \| 6 4 \| \| \| 2. \| \| Matteo Berrettini Roberto Bautista Agut \| 6 3 \| 7 5 \| \| \| \| 3. \| \| Simone Bolelli / Andrea Vavassori Pablo Carreño Busta / Marcel Granollers \| \| \| \| bez boje \| \| \| \| \| \| \| \| \| \| \| \| \| \| \| \| \| \| \| \| \| \| \| \| \| \| \| \| \| \| \| \| \| \| \| \| \| \| \| \| \| |        |                                                                           |     |           |     |          |
| |        |                                                                           | 1.  | 2.        | 3.  |          |
| 1. |        | Fabio Fognini Pablo Carreño Busta                                         | 6 2 | 1 6       | 6 4 |          |
| 2. |        | Matteo Berrettini Roberto Bautista Agut                                   | 6 3 | 7 5       |     |          |
| 3. |        | Simone Bolelli / Andrea Vavassori Pablo Carreño Busta / Marcel Granollers |     |           |     | bez boje |
| |        |                                                                           |     |           |     |          |
| |        |                                                                           |     |           |     |          |
| |        |                                                                           |     |           |     |          |
| |        |                                                                           |     |           |     |          |
| |        |                                                                           |     |           |     |          |

### Finále

#### Rusko vs. Itálie
| | Rusko | 2 :                                                                | 0   | Itálie |    |            |
| --- | ----- | ------------------------------------------------------------------ | --- | ------ | -- | ---------- |
| Rod Laver Arena, Melbourne Park 7. února 2021, 10.00 (UTC+10) |       |                                                                    |     |        |    |            |
| \| \| \| \| 1. \| 2. \| 3. \| \| \| -- \| \| ------------------------------------------------------------------ \| --- \| --- \| -- \| ---------- \| \| 1. \| \| Andrej Rubljov Fabio Fognini \| 6 1 \| 6 2 \| \| \| \| 2. \| \| Daniil Medveděv Matteo Berrettini \| 6 4 \| 6 2 \| \| \| \| 3. \| \| Jevgenij Donskoj / Aslan Karacev Simone Bolelli / Andrea Vavassori \| \| \| \| nehrálo se \| \| \| \| \| \| \| \| \| \| \| \| \| \| \| \| \| \| \| \| \| \| \| \| \| \| \| \| \| \| \| \| \| \| \| \| \| \| \| \| \| |       |                                                                    |     |        |    |            |
| |       |                                                                    | 1.  | 2.     | 3. |            |
| 1. |       | Andrej Rubljov Fabio Fognini                                       | 6 1 | 6 2    |    |            |
| 2. |       | Daniil Medveděv Matteo Berrettini                                  | 6 4 | 6 2    |    |            |
| 3. |       | Jevgenij Donskoj / Aslan Karacev Simone Bolelli / Andrea Vavassori |     |        |    | nehrálo se |
| |       |                                                                    |     |        |    |            |
| |       |                                                                    |     |        |    |            |
| |       |                                                                    |     |        |    |            |
| |       |                                                                    |     |        |    |            |
| |       |                                                                    |     |        |    |            |

### Vítěz
| Vítěz ATP Cupu 2021 |
| ------------------- |
| Rusko první titul   |

## Body do žebříčku ATP
| Soutěž                                                                         | žebříček hráče | fáze       | Body za výhru proti soupeři dle jeho žebříčkového postavení | Body za výhru proti soupeři dle jeho žebříčkového postavení | Body za výhru proti soupeři dle jeho žebříčkového postavení | Body za výhru proti soupeři dle jeho žebříčkového postavení | Body za výhru proti soupeři dle jeho žebříčkového postavení | Body za výhru proti soupeři dle jeho žebříčkového postavení | Body za výhru proti soupeři dle jeho žebříčkového postavení |
| Soutěž                                                                         | žebříček hráče | fáze       | 1.–10.                                                      | 11.–20.                                                     | 21.–30.                                                     | 31.–50.                                                     | 51.–100.                                                    | 101.–250.                                                   | 251.+                                                       |
| ------------------------------------------------------------------------------ | -------------- | ---------- | ----------------------------------------------------------- | ----------------------------------------------------------- | ----------------------------------------------------------- | ----------------------------------------------------------- | ----------------------------------------------------------- | ----------------------------------------------------------- | ----------------------------------------------------------- |
| Dvouhra                                                                        | 1.–250.        | finále     | 220                                                         | 180                                                         | 140                                                         | 100                                                         | 75                                                          | 45                                                          | 30                                                          |
| Dvouhra                                                                        | 1.–250.        | semifinále | 150                                                         | 130                                                         | 100                                                         | 70                                                          | 45                                                          | 30                                                          | 20                                                          |
| Dvouhra                                                                        | 1.–250.        | skupina    | 75                                                          | 65                                                          | 50                                                          | 35                                                          | 25                                                          | 20                                                          | 15                                                          |
| Dvouhra                                                                        | 251.+          | finále     | 55                                                          | 55                                                          | 55                                                          | 55                                                          | 55                                                          | 45                                                          | 30                                                          |
| Dvouhra                                                                        | 251.+          | semifinále | 45                                                          | 45                                                          | 45                                                          | 45                                                          | 45                                                          | 30                                                          | 20                                                          |
| Dvouhra                                                                        | 251.+          | skupina    | 25                                                          | 25                                                          | 25                                                          | 25                                                          | 25                                                          | 15                                                          | 10                                                          |
| Čtyřhra                                                                        | nerozhoduje    | finále     | 100                                                         | 100                                                         | 100                                                         | 100                                                         | 100                                                         | 100                                                         | 100                                                         |
| Čtyřhra                                                                        | nerozhoduje    | semifinále | 75                                                          | 75                                                          | 75                                                          | 75                                                          | 75                                                          | 75                                                          | 75                                                          |
| Čtyřhra                                                                        | nerozhoduje    | skupina    | 50                                                          | 50                                                          | 50                                                          | 50                                                          | 50                                                          | 50                                                          | 50                                                          |
| Neporažený singlista mohl získat až 500 bodů, neporažení deblisté až 250 bodů. |                |            |                                                             |                                                             |                                                             |                                                             |                                                             |                                                             |                                                             |